# Francesco Forte (homme politique)
Pour les articles homonymes, voir Forte.
Francesco Forte, né le 11 février 1929 à Busto Arsizio (Italie) et mort le 1er janvier 2022 à Turin, est un homme politique, universitaire et économiste italien, membre du Parti socialiste italien.

## Biographie
Francesco Forte a été ministre des Finances entre 1982 et 1983 et membre du cabinet sous les gouvernements Bettino Craxi et Amintore Fanfani.
Il a été membre de la Chambre des députés de 1979 à 1987, membre du Sénat de 1987 à 1994 et ministre des Affaires européennes de 1983 à 1986.
Francesco Forte était également professeur d'université, en 1961, il commence à enseigner à l'Université de Turin. Il a été conseiller économique du Parti socialiste.
Il meurt à Turin le 1er janvier 2022, à l'âge de 92 ans.